# Зейбикке, Гюнтер
Гюнтер Зейбикке (нем. Günther Seibicke; 30 августа 1911, Эггерсдорф — 26 мая 1943, западнее мыса Ортегаль, у берегов Испании, Северная Атлантика) — немецкий офицер-подводник, капитан 3-го ранга (1 июня 1943 года, посмертно).

## Биография
В августе 1932 года поступил в торговый флот (в июне 1932 года его учебный корабль «Ниобе» затонул, и большая часть учеников погибла).
1 января 1934 года поступил на флот фенрихом. 1 января 1936 года произведен в лейтенанты.

## Вторая мировая война
Служил на легком крейсере «Кёнигсберг» и на миноносцах, участвовал в боевых операциях в 1939—40 годов. В апреле 1941 года переведен в подводный флот.
27 сентября 1941 года назначен командиром подлодки U-436, на которой совершил 8 походов (проведя в море в общей сложности 186 суток) в воды Арктики и в Северную Атлантику.
27 марта 1943 года награждён Рыцарским крестом Железного креста.
26 мая 1943 года его лодка потоплена глубинными бомбами, сброшенными с британских фрегата «Тест» и корвета «Хайдербед» — весь экипаж в 47 человек погиб.
Всего за время военных действий Зейбикке потопил 7 судов общим водоизмещением 36 499 брт и повредил 2 судна водоизмещением 15 575 брт.